# Estabilitzador (aeronàutica)
1. Timó de profunditat
2. Estabilitzador horitzontal

1. Estabilitzador vertical
2. Timó de direcció.

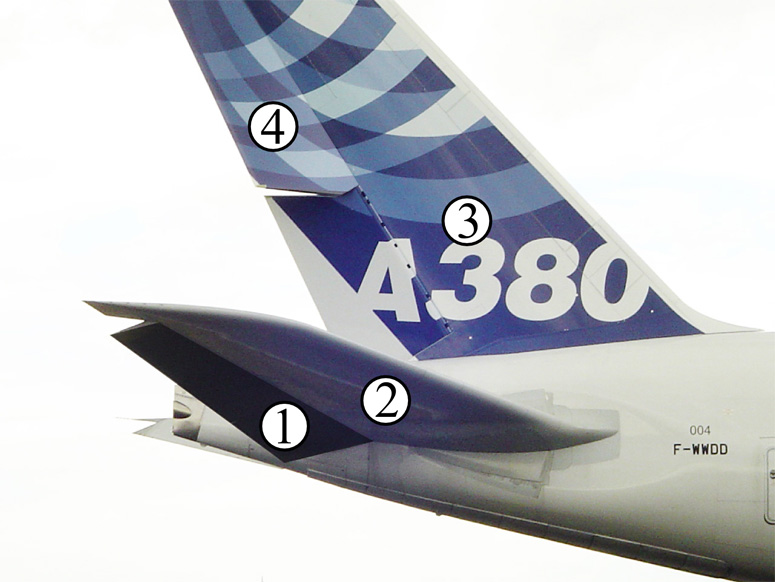
Cua d'un Airbus A380:
- Horitzontal:
- Timó de profunditat
- Estabilitzador horitzontal
- Vertical:
- Estabilitzador vertical
- Timó de direcció.

En una aeronau, els estabilitzadors són unes superfícies estabilitzadores que serveixen per donar a l'aeronau durant el vol estabilitat estàtica longitudinal o estabilitat de capcineig respecte a l'eix transversal, i també estabilitat direccional o estabilitat de guinyada respecte a l'eix vertical. Aquest moviment es produeix amb la rotació de l'avió al voltant del seu eix vertical que passa pel centre de gravetat i és perpendicular un eix ideal traçat en unir les dues puntes de les ales.
Els estabilitzadors, en la majoria dels casos, es fixen a les superfícies de control a la part final del fuselatge de l'avió coneguda com a cua de l'avió.
De vegades, en combinacions especials de muntatge, els estabilitzadors s'uneixen amb altres elements (com ara el timó) convertint-se en una sola superfície mòbil, encara que segueixen tenint la mateixa tasca d'estabilitzar.

## Configuració «canard»
Un cas excepcional és el muntatge prop de la cabina de vol al davant de les ales com és el cas de la configuració «canard».